# Amarillo Challenger 1996
L'Amarillo Challenger 1996 è stato un torneo di tennis facente parte della categoria ATP Challenger Series nell'ambito dell'ATP Challenger Series 1996. Il torneo si è giocato a Amarillo negli Stati Uniti dal 25 novembre al 1º dicembre 1996 su campi in cemento indoor.

## Vincitori

### Singolare
Sargis Sargsian ha battuto in finale  Mark Knowles con il punteggio di 7–6, 6–3

### Doppio
Maks Mirny /  Kevin Ullyett hanno battuto in finale  Justin Gimelstob /  Jeff Salzenstein con il punteggio di 6–3, 6–4